# Grotte de la Chauve-Souris
La grotte de la Chauve-Souris est une grotte de Belgique située près du village de Vaucelles dans la commune de Doische, en province de Namur, région wallonne.

## Situation
La grotte se trouve au nord-est du village de Vaucelles, à quelques centaines de mètres de la frontière française et non loin de la vallée de la Joncquière. Elle fait partie de la Montagne de la Carrière, massif calcaire de la Calestienne, dans l'Ardenne belge.

## Description
Cette grotte est constituée principalement d'une galerie longue d'une centaine de mètres et haute d'une quinzaine de mètres. Elle possède aussi des galeries secondaires. 

## Préservation du site
L'accès à la grotte est interdit. Comme son nom l'indique, la grotte est très fréquentée lors de l'hibernation des chiroptères.  Le site est donc devenu une réserve chiroptérologique. 
La Région wallonne a signé une convention avec la commune de Doische afin de classer cette grotte en réserve naturelle et en site de grand intérêt biologique.